# Weißgerber (Wien)
Weißgerber, Unter den Weißgerbern, Weißgerberviertel oder Weißgerbergrund, früher auch Weißgerbervorstadt oder Altunaw-Gemeinde der Weißgerber genannt, ist ein am Donaukanal gelegener Stadtteil Wiens im 3. Wiener Gemeindebezirk, Landstraße. Die frühere Vorstadt Weißgerber wurde 1850 nach Wien eingemeindet und wird heute auch als Weißgerberviertel bezeichnet.

## Geografie
Der um 1830 auf einem Plan des damaligen Polizeibezirks Landstraße als Weißgärber oder Weissgerbergrund bezeichnete Stadtteil liegt im Norden des 3. Bezirks und wird wie folgt begrenzt:
- im Norden und Osten durch den Donaukanal, der hier, von der Wienflussmündung ostwärts fließend, nach der Franzensbrücke (die den Verkehr Richtung Praterstern aufnimmt) einen Bogen nach Süden macht (am Ufer: Dampfschiffstraße und Weißgerberlände);
- im Süden und Südwesten durch die Linie Rotundenbrücke–Rasumofskygasse–Marxergasse–Seidlgasse–Kegelgasse und ihre gedachte Verlängerung bis zum Wienfluss;
- im Westen durch den Wienfluss (Vordere Zollamtsstraße) bis zu seiner Mündung.[1]

Damit ist Weißgerber die nördlichste der drei Vorstädte, aus denen 1850 der 3. Wiener Gemeindebezirk gebildet wurde.
Der Stadtteil ist Namensgeber des gleichnamigen, neun Zählsprengel umfassenden statistischen Zählbezirks, der allerdings über die historische Vorstadt hinausreicht.

## Geschichte

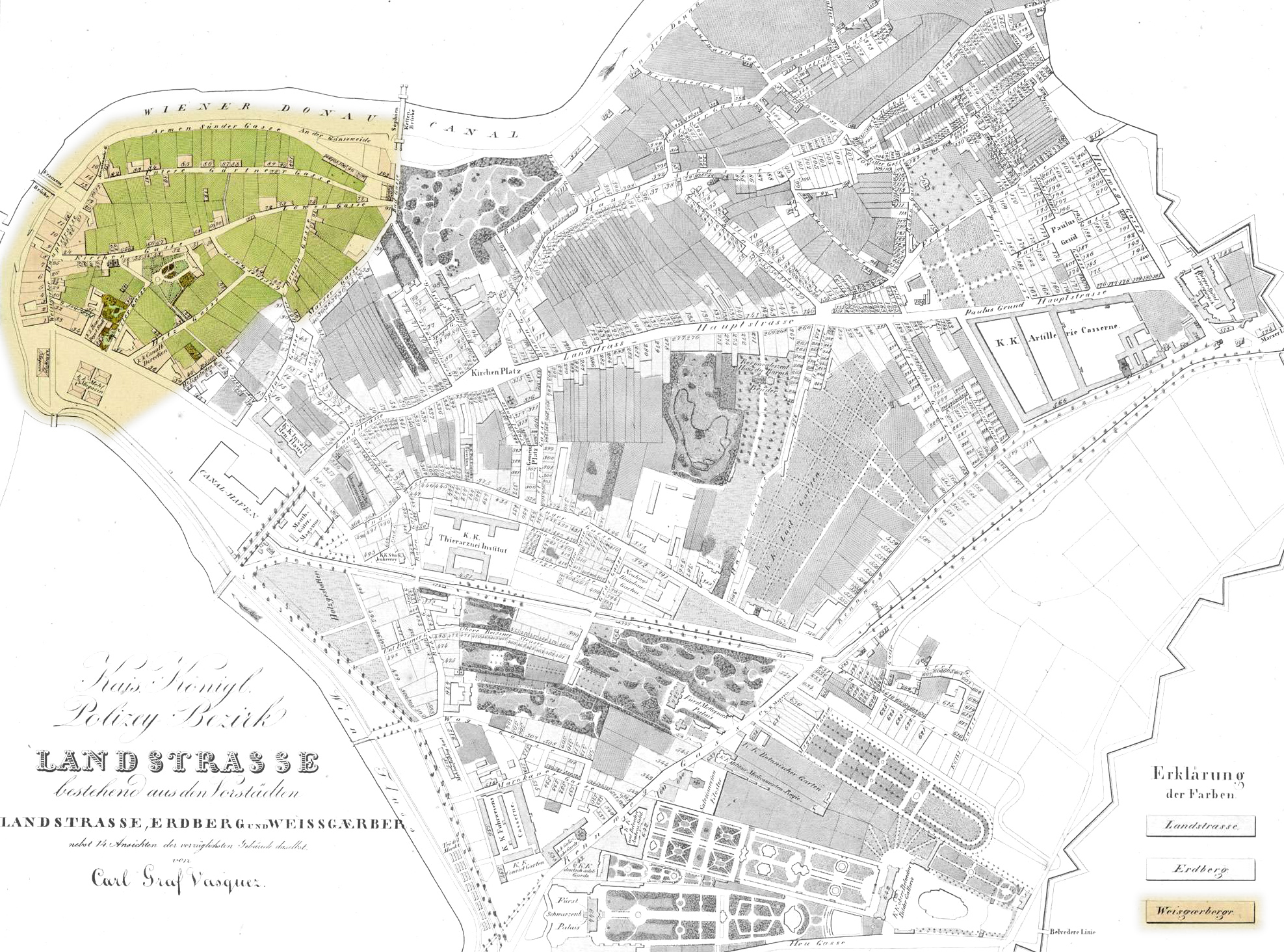
Weißgerber um 1830; damalige Schreibung Weißgärber

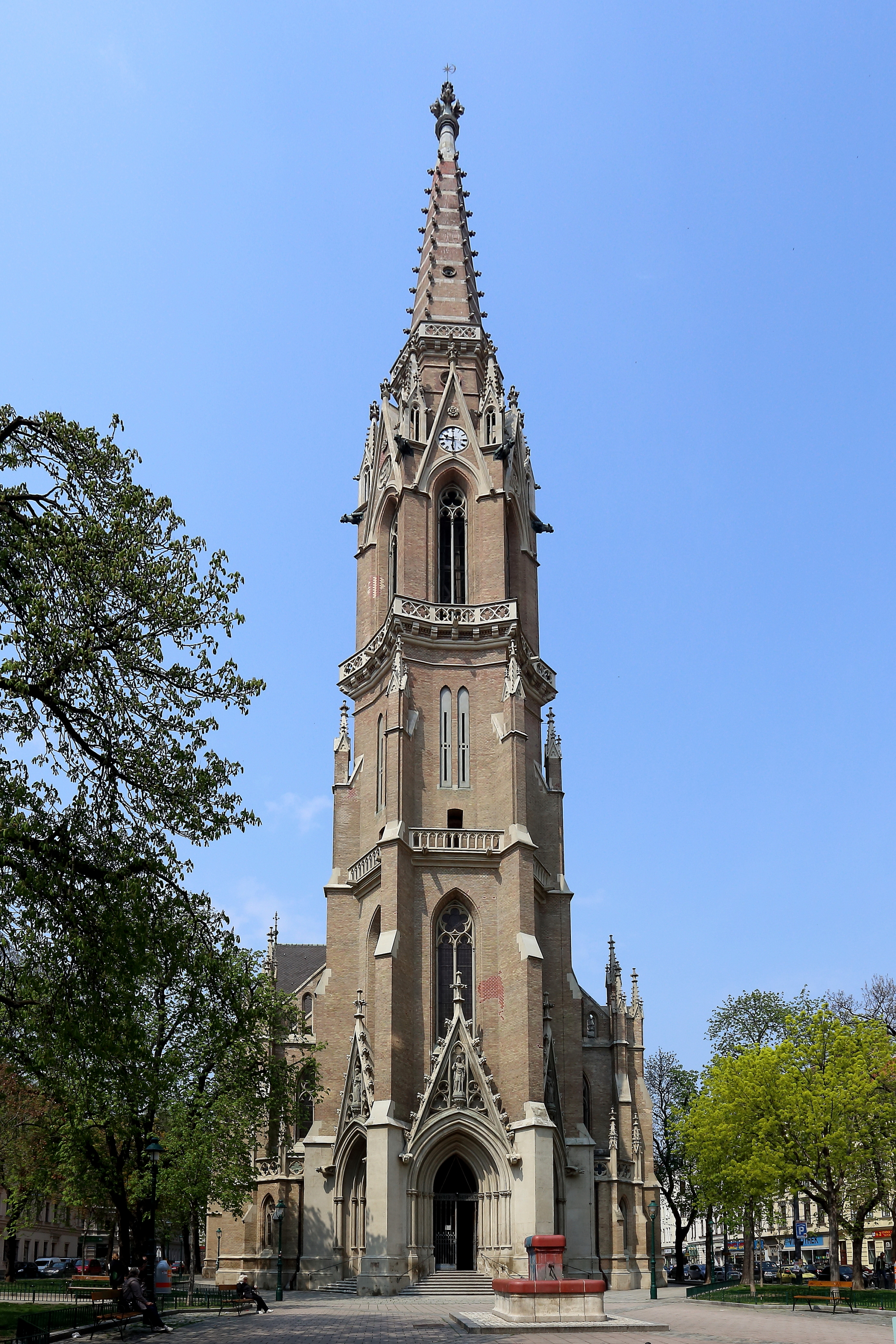
Pfarrkirche St. Othmar unter den Weißgerbern

Die Vorstadt Weißgerber ist wesentlich jünger als die umliegenden Vorstädte. Der Ort wurde im 16. Jahrhundert als „Unter den Weißgerbern“ erstmals erwähnt. Er entstand nach der Ersten Wiener Türkenbelagerung im überschwemmungsgefährdeten Rückstaugebiet des Wienflusses und beherbergte Flecksieder, Rot- und Weißgerber. Diese mussten sich außerhalb der Stadt ansiedeln, da ihr Handwerk mit starker Geruchsbelästigung verbunden war.
Der jeweilige in Wien residierende Herzog bzw. Erzherzog von Österreich, meist auch Römisch-deutscher Kaiser, übte die Grundherrschaft aus. 1693 kam sie auf Entscheid von Kaiser Leopold I. um 10.000 Gulden an den Wiener Magistrat; Unter den Weißgerbern wurde zur Vorstadt erhoben. Bis ins 19. Jahrhundert entwickelte sich Weißgerber auf großteils gärtnerisch genützten Gründen planlos und zählte zu Beginn des 19. Jahrhunderts 2.300 Einwohner in 108 Häusern.
Um 1704 als Albrechtsburg bezeichnet, wurde der nach Czeike schlossartige Pfefferhof mit dem Gasthof Zum goldenen Adler unweit der früheren Kirche in der heutigen Löwengasse zum Zentrum der Siedlung. Das bei den heutigen Verkehrsflächen Pfefferhofgasse und Matthäusgasse gelegene Areal wurde 1860 in neun Liegenschaften parzelliert, wobei die vorher nicht vorhandene Radetzkystraße angelegt wurde. Dies erklärt auch deren (in diesem Abschnitt) fast geschlossen frühhistoristischen Charakter.
Der Ort hinterließ wenige Spuren in der Wiener und österreichischen Geschichtsschreibung, umfasste aber zwei wichtige Örtlichkeiten. Auf der Gänseweide am Rand der Ortschaft (nahe der heutigen Rotundenbrücke) fanden vom 14. bis zum 18. Jahrhundert Hinrichtungen statt. Die Gänseweide war aber auch Ort eines grausamen Judenpogroms, der so genannten Wiener Gesera. Herzog Albrecht V. vertrieb 1421 die Angehörigen der jüdischen Gemeinde Wiens. Während den ärmeren Juden die Ausreise gestattet wurde, zwang man die Vermögenden unter Anwendung der Folter zur Preisgabe ihres Vermögens. Die überlebenden 90 Männer und 120 Frauen wurden am 12. März 1421 auf der Gänseweide öffentlich verbrannt. Auch die einzige Hexenverbrennung in der Geschichte Wiens, die Hinrichtung von Elisabeth Plainacher, fand am 27. September 1583 dort statt.
Die zweite historisch wichtige Örtlichkeit in Weißgerber war das dreistöckige, hölzerne Hetztheater an der heutigen Adresse Hetzgasse 2, Ecke Hintere Zollamtsstraße, dessen Bau 1755 erlaubt wurde. Hier wurden vor bis zu 3.000 Besuchern  Löwen, Tiger, Bären, Wölfe und Wildschweine von Hunden oder Menschen zu Tode gehetzt. 1796 brannte das Theater ab; der Wiederaufbau wurde untersagt. Die Wiener Redensart „Des woar a Hetz!“ („Das war lustig!“) erinnert noch heute an die Tierhatz.
Bis zur Biedermeierzeit war der Weißgerbergrund eine dünn besiedelte, grüne Gartenvorstadt. Ihre Nähe zur ummauerten Stadt Wien führte aber dazu, dass 1803 westlich von Weißgerber nahe dem Wienfluss der Hafen des Wiener Neustädter Kanals eröffnet wurde, der in den folgenden Jahrzehnten wichtiger Umschlagplatz für Anlieferungen aus dem südlichen Niederösterreich wurde. Der Ende der 1830er Jahre ventilierte Plan, den Gloggnitzer Bahnhof (den 1. Südbahnhof) an Stelle der Schifffahrtseinrichtungen nahe der Wienflussmündung zu bauen, wurde vom Staat abgelehnt. Der Hafen wurde erst 1847 zugeschüttet, dann vom weiter südlich errichteten Gloggnitzer Bahnhof auf der ehemaligen Kanaltrasse für den Güterverkehr ein Gleis zum Hauptzollamt errichtet. Auf dem ehemaligen Hafenareal wurde 1859 der Vorläufer des heutigen Bahnhofs Wien Mitte in Betrieb genommen. Er lag an der neu gebauten Verbindungsbahn vom Nordbahnhof zum Hauptzollamt und weiter zur Südbahn. Vom damaligen Bahnhof Hauptzollamt führte die Strecke nach Norden durch das Weißgerberviertel zum Donaukanal mit der Verbindungsbahnbrücke. Die fast geradlinige Trassierung der Bahn durchschnitt die frühere Siedlungsstruktur, die nur ganz wenige Gebäude umfasste.
1848/49 ging das System der feudalen Grundherrschaft in Österreich zu Ende. Der Weißgerbergrund hatte allerdings keine Gelegenheit, die neue Gemeindeautonomie in Anspruch zu nehmen. Im Zuge der 1850 erfolgten Eingemeindung aller Vorstädte, die Wien umgaben, wurde aus den Vorstädten Weißgerber, Landstraße und Erdberg der neue 3. Gemeindebezirk mit dem Namen Landstraße gebildet. 1862 wurden zur Vermeidung von Orientierungsproblemen Doppelbelegungen von Straßennamen im neuen Stadtgebiet beseitigt und zahlreiche Verkehrsflächen neu benannt. Der historische Weißgerbergrund ging damit im neuen Gemeindebezirk auf. Er lebt als statistischer Zählbezirk und als Weißgerberviertel weiter; dieser Begriff wurde in den letzten Jahrzehnten zur leichteren „Verortung“ von auf den Markt gebrachten Immobilien und Wohnungen von der Stadtplanung und privaten Anbietern verwendet. 2014 betrug der Einwohnerstand von Weißgerber 11.137 Personen.

## Bauwerke
Die früheste dichte Verbauung der Vorstadt bestand zwischen Wienflussmündung und Franzensbrücke an der damaligen Weißgerber Hauptstraße, seit 1862 Obere Weißgerberstraße. Um 1830 bestanden auch bereits die heutige Löwengasse (der dem Donaukanal nähere Abschnitt hieß damals Kirchengasse) und die Untere Weißgerberstraße, damals Untere Gärtnergasse. Die meisten anderen Häuserblöcke und Gassen entstanden wesentlich später. Heute ist der größte Teil des Viertels von der Stadt Wien als bauliche Schutzzone unter dem Namen Untere Weißgerber definiert.
- Das heute überregional bekannteste Bauwerk des Viertels ist das in den 1980er Jahren erbaute Hundertwasserhaus bzw. Hundertwasser-Krawina-Haus Ecke Kegelgasse / Löwengasse. Das beliebte Ansichtskartenmotiv, ein Wohnhaus der Stadt Wien, wurde und wird von Gästen aus aller Welt fotografiert.
- Das Palais des Beaux Arts in der Löwengasse 47–47A ist seit 1994 Sitz der Botschaft der Republik Litauen. Das mit Elementen des Späthistorismus und Dekorationsmotiven des westeuropäischen Jugendstils ausgestattete Palais wurde 1908/09 nach Plänen von Anton und Josef Drexler gebaut.
- Das 1991 eröffnete, ebenfalls von Friedensreich Hundertwasser gestaltete KunstHausWien zwischen Unterer Weißgerberstraße 13 und Weißgerberlände 14, ein Ausstellungshaus für Werke Hundertwassers und anderer Künstler, wird seit 2007 von der Wien Holding, einem Unternehmen im Eigentum der Stadt Wien, geführt.
- Die katholische Pfarrkirche St. Othmar unter den Weißgerbern wurde im neugotischen Stil nach Plänen von Dombaumeister Friedrich von Schmidt erbaut und 1873 geweiht. Der 80 m hohe Turm ist der fünfthöchste Kirchturm in Wien. Die Kirche ersetzte die frühere, in der Löwengasse gelegene Kirche, die dem Bau des Radetzkyplatzes weichen musste.
- Das 1969–1974 errichtete Bundesrechenzentrum an der Hinteren Zollamtsstraße 4 und das Bundesamtsgebäude Radetzkystraße 2 (Ecke Hintere Zollamtsstraße, Sitz des Verkehrsministeriums, des Gesundheitsministeriums und des Finanzamtes für den 1. und den 23. Bezirk) wurden auf dem Areal des einstigen Hauptzollamtes erbaut.
- Das 1840–1844 unter Kaiser Ferdinand I. von Paul Sprenger errichtete Amtsgebäude in der Vorderen Zollamtsstraße 5 am Wienfluss beherbergt heute das Österreich-weit tätige Finanzamt für Gebühren, Verkehrssteuern und Glücksspiel.
- Der Sitz des Rechnungshofs befindet sich seit den 1980er Jahren in einem für ihn erbauten Gebäude in der Dampfschiffstraße 2 / Obere Weißgerberstraße 1. Auf dem Grundstück stand zuvor das 1853–1855 errichtete Gebäude der Generaldirektion der Ersten Donau-Dampfschiffahrts-Gesellschaft.
- In der Radetzkystraße 1 befindet sich seit 1897 die Zentrale des städtischen Rettungsdienstes. Der von der Wiener Freiwilligen Rettungsgesellschaft errichtete Dienst wurde 1938 unter dem NS-Regime zwangsweise der Stadtverwaltung übergeben, die das Gebäude für die Berufsrettung Wien (heute: MA 70, Rettungs- und Krankenbeförderungsdienst der Stadt Wien) weiterhin nutzte.
- An der Weißgerberlände und der Unteren Weißgerberstraße ab der Krieglergasse, an den einmündenden Straßen und auch am Rudolf-von-Alt-Platz besteht ein nahezu geschlossenes Ensemble großbürgerlicher Zinshäuser im späthistoristisch-secessionistischen Stil, das überwiegend von Julius Müller und den Gebrüdern Anton und Josef Drexler stammt.[4]